# Pontecorvo
Pontecorvo, auch Ponte Corvo, ist eine italienische Gemeinde in der Provinz Frosinone in der Region Latium mit 12.198 Einwohnern (Stand 31. Dezember 2023).

## Geographie

Lage von Pontecorvo in der Provinz Frosinone

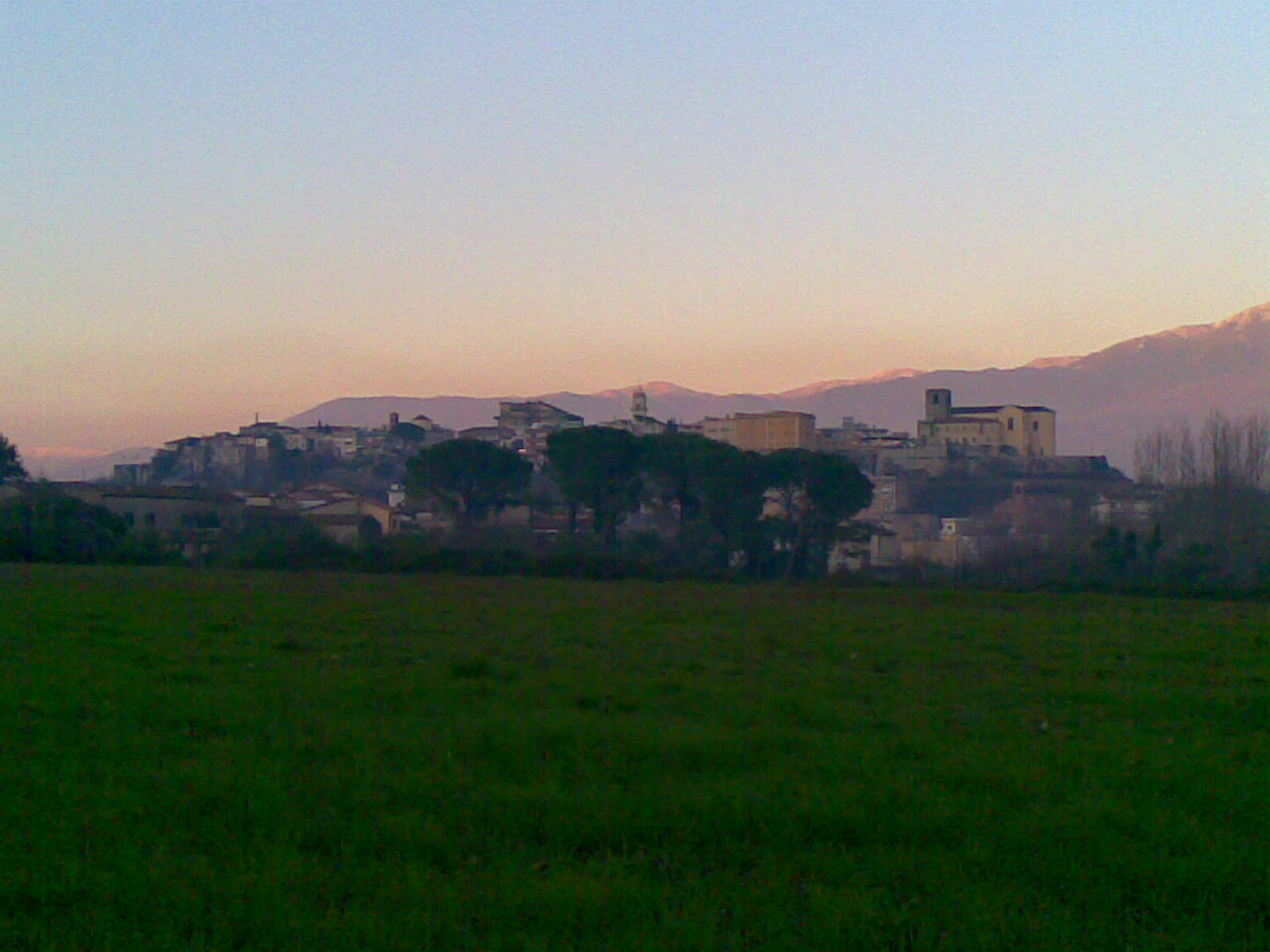
Pontecorvo

Pontecorvo liegt 119 km südöstlich von Rom, 111 km nördlich von Neapel und 41 km südöstlich von Frosinone.
Die Altstadt liegt auf einem Hügel über dem Fluss Liri. Das Gemeindegebiet zieht sich von den Monti Aurunci bis ins weite Tal des Liri. Zur Gemeinde gehören die Ortsteile San Cosma, Sant’Oliva und Vetrine. Das Gemeindegebiet erstreckt sich von 236 bis 612 m s.l.m.
Pontecorvo ist Mitglied der Comunità Montana Monti Ausoni.
Die Gemeinde liegt in der Erdbebenzone 2 (mittel gefährdet).
Die Nachbargemeinden sind im Uhrzeigersinn Roccasecca, Castrocielo, Aquino, Pignataro Interamna, Esperia, Campodimele (LT), Pico und San Giovanni Incarico.

### Verkehr
Pontecorvo befindet sich an einem seit dem Mittelalter wichtigen Flussübergang auf dem Weg von der Ciociaria Richtung Meer. Dieser hat heute jedoch nur noch lokale Bedeutung.
- Pontecorvo liegt 5 km von der Autobahn A1 Autostrada del Sole, Ausfahrt Pontecorvo, entfernt.
- Von der Autobahnauffahrt führt die SS 628 Via Leuciana durch das Ortszentrum Richtung der Monti Ausoni.
- Seitdem der Bahnhof Aquino-Castrocielo-Pontecorvo im Jahr 2000 geschlossen wurde, ist Piedimonte-Villa Santa Lucia der nächste Bahnhof in 10 km Entfernung. Der Bahnhof ist auch Haltepunkt der Regionalbahn FR6 von Roma Termini nach Cassino.
- Der nächste internationale Flughafen Neapel befindet sich in 105 km Entfernung.

## Geschichte

Wappen Jean-Baptiste Bernadottes als prince souverain de Pontecorvo

In der Antike gehörte das Gemeindegebiet zum Territorium von Aquinum. Es wurden zahlreiche Reste von römischen Landgütern gefunden, darunter eine prachtvolle Villa der Familie Caecina-Suetria, die 1983 beim Ortsteil Sant’Oliva gefunden wurde.
860 verlegte der langobardische Gastalde Rodoald seinen Sitz von Aquino an den Liri. Er baut neben einer bereits bestehenden Siedlung eine Burg. Außerdem errichtete er die Brücke, die wegen ihrer ungewöhnlichen Form dem Ort seinen Namen gab. Die Herrschaft in Pontecorvo übernahm jedoch Magenolfus.
999 schenkte Otto III. die Burg Pontecorvo Herzog Johannes von Gaeta (Giovanni Caetani).
Im 11. Jahrhundert wurde Pontecorvo von den Normannen erobert, bevor es 1105 an das Kloster Montecassino fiel. 1464 kam es endgültig an den Kirchenstaat und bildete fortan eine päpstliche Enklave im Königreich Neapel.
Pontecorvo wurde 1799 von den Franzosen unter Napoléon erobert. Als dieser seinen Bruder Joseph 1806 zum König von Neapel ernannte, schuf er für dessen Schwager Jean-Baptiste Bernadotte das Fürstentum Pontecorvo und gab Bernadotte in der noblesse impériale den Titel eines prince souverain de Pontecorvo. Das Fürstentum hatte damals ca. 12.300 Einwohner, die Stadt selbst 5.600. Als Bernadotte 1810 Kronprinz von Schweden wurde, verzichtete er auf das Fürstentum und den damit verbundenen Titel. 1812 bis 1815 trug Napoléon Lucien Murat, der Sohn von Joachim Murat, dem neuen König von Neapel, den Titel prince de Pontecorvo.
1815 wurde die Stadt wieder päpstliche Enklave.
1860 wurde sie mit Benevento, der anderen südlichen päpstlichen Enklave, dem neuen Königreich Italien einverleibt.
Im Zweiten Weltkrieg wurde die Stadt im Mai 1944 von westalliierten Truppen erobert und danach in modernem Stil neu aufgebaut.

## Bevölkerungsentwicklung
| Jahr      | 1861  | 1881   | 1901   | 1921   | 1936   | 1951   | 1971   | 1991   | 2001   | 2011   |
| Einwohner | 9.170 | 10.309 | 12.492 | 15.015 | 14.437 | 13.369 | 11.358 | 13.064 | 13.280 | 13.233 |

Quelle: ISTAT

## Politik
Seit dem 1. Juni 2015 amtiert Anselmo Rotondo als Bürgermeister. Er wurde am 20. Juni 2020 wiedergewählt.

## Name und Wappen

Wappen von Pontecorvo

Der Name Pontecorvo leitet sich vom lateinischen Pons curvus (lateinisch kurvige Brücke) her. Tatsächlich hat die mittelalterliche Brücke eine auffällig kurvige Form. Der Begriff Corvo bedeutet jedoch auch auf italienisch Rabe. Daher zeigt das Wappen der Stadt einen Raben auf einer Bogenbrücke.

## Sehenswürdigkeiten
- Die Kirche San Giovanello ist die einzige mittelalterliche Kirche, die das Bombardement im Zweiten Weltkrieg überstanden hat.
- Der Torre Rodoaldo wurde um 860 als Bergfried der Langobarden erbaut. Seit im 11. Jahrhundert die Kathedrale San Bartolomeo über den Ruinen der Burg erbaut wurde, dient er als deren Campanile. Die Kathedrale wurde nach dem Zweiten Weltkrieg neu errichtet.
- Auch ein Teil der langobardischen Stadtmauer mit zwei Stadttoren ist noch erhalten.
- Der Ponte Curvo ist wohl das älteste Bauwerk der Stadt, das in Teilen auf die Antike zurückgeht.

## Kulinarische Spezialitäten
Pontecorvo ist Zentrum des Anbaus einer eigenen Paprikasorte, der sogenannten Corni di Bue (=Ochsenhörner), oder Piparoglie, die für ihren süßen Geschmack bekannt sind und vor allem in der Peperonata Verwendung finden.

## Söhne und Töchter der Stadt
- Benedetto Kardinal Aloisi Masella (1879–1970), Kurienkardinal
- Gaetano Kardinal Aloisi Masella (1826–1902), Kurienkardinal
- Giuliano Giannichedda (* 1974), Fußballspieler
- Samuele Cerro (* 1995), Leichtathlet